# Линь Вэйнин
Линь Вэйнин (кит. 林伟宁, пиньинь Lín Wěiníng; род. 15 марта 1979, Чанъи, Шаньдун) — китайская тяжелоатлетка, выступающая в весовой категории до 69 килограммов. Олимпийская чемпионка.

## Биография
Линь Вэйнин родилась 15 марта 1979 года.

## Карьера
Линь Вэйнин приняла участие на юниорском чемпионате мира по тяжёлой атлетике 1999 года в весовой категории до 69 килограммов. Она подняла в рывке 105 килограммов и в толчке 137,5 кг. Её суммы в 242,5 килограммов хватило для того, чтобы стать чемпионкой мира среди юниоров.
В 2000 году она завоевала золотую медаль на университетском Кубке мира в весовой категории до 69 килограммов. Она подняла 107,5 и 135 кг в рывке и толчке, соответственно.
Линь Вэйнин вошла в состав сборной Китая на Олимпийские игры 2000 в Сиднее, где женская тяжёлая атлетика дебютирована в программе Игр. Выступая в весовой категории до 69 килограммов, Линь Вэйнин подняла 110 кг в рывке, и несмотря на то, что её результат в толчке 132,5 килограмма оказался слабее прошлых её результатов, она сумела завоевать олимпийское золото с суммой 242,5 килограмма за счёт меньшего веса в сравнении с венгеркой Эржебет Маркуш, установившей в рывке мировой рекорд (112,5 кг). И венгерка, и китаянка, в сумме набрали 242,5 кг.